# شرارة (الدوادمي)
شرارة، هي قرية من فئة (ب) تقع في محافظة الدوادمي، والتابعة لمنطقة الرياض في السعودية. وتبعد شرارة عن محافظة الدوادمي بمسافة تقارب (٨٠) كم.